# Курияма
Курияма (яп. 栗山町 Курияма-тё:) — посёлок в Японии, находящийся в уезде Юбари округа Сорати губернаторства Хоккайдо. Площадь посёлка составляет 203,84 км², население — 12 783 человека (30 июня 2014), плотность населения — 62,71 чел./км².

## Географическое положение
Посёлок расположен на острове Хоккайдо в губернаторстве Хоккайдо. С ним граничат города Юбари, Ивамидзава и посёлки Наганума, Юни.

## Население
Население посёлка составляет 12 783 человека (30 июня 2014), а плотность — 62,71 чел./км². Изменение численности населения с 1980 по 2005 годы:
| 1980 | 17 482 чел. |  |
| 1985 | 16 860 чел. |  |
| 1990 | 16 101 чел. |  |
| 1995 | 15 604 чел. |  |
| 2000 | 14 847 чел. |  |
| 2005 | 14 352 чел. |  |

## Символика
Деревом посёлка считается каштан, цветком — лилия.